# Malokarpatská vinohradnícka oblasť

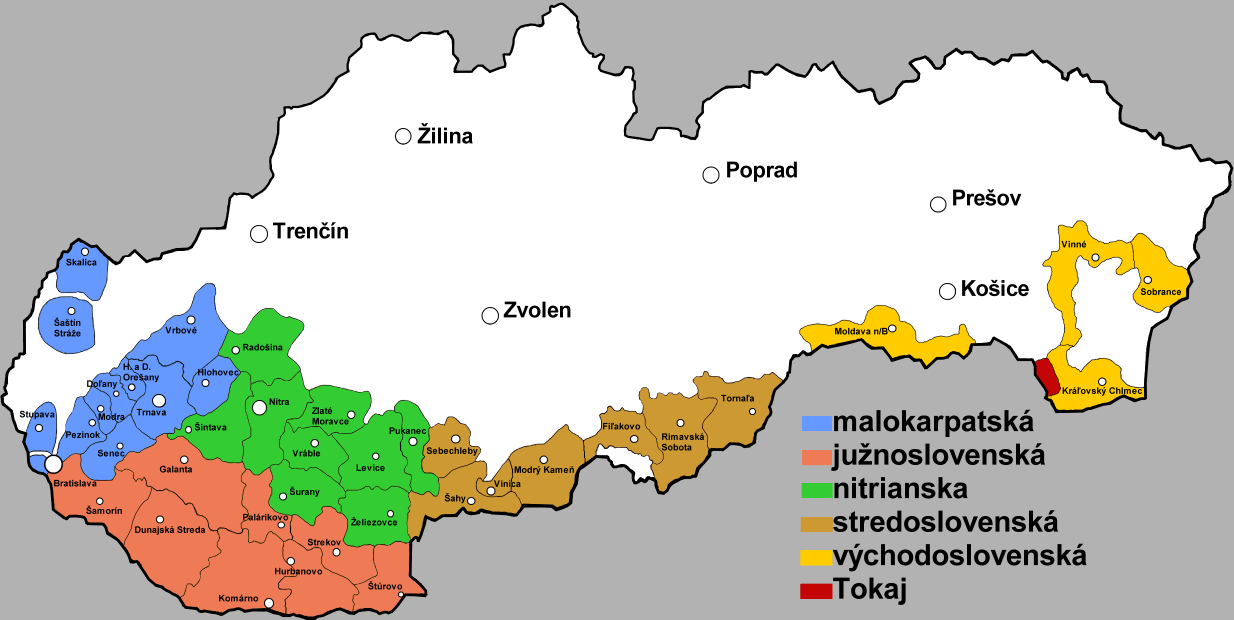
Die Malokarpatská vinohradnícka oblasť, blau hervorgehoben

Die Malokarpatská vinohradnícka oblasť, deutsch Kleinkarpatisches Weinbaugebiet, liegt im Westen der Slowakei und umfasst 12 Weinbaubezirke (slowakisch vinohradnícke rajóny), die weiter in 119 Weinbaugemeinden (slowakisch vinohradnícke obce) unterteilt werden. Zum 31. Dezember 2006 beträgt die Fläche der registrierten Weinberge 5.935 ha. Auf Grund verschiedener Klima- und Bodenverhältnisse wird dieses Weinbaugebiet in drei große Gebiete unterteilt:
1. Gebiet in der Záhorie, zwischen dem Nordwestteil der Kleinen Karpaten und der March, entlang des Flusses Myjava. Das Zentrum dieses Teils ist Skalica, durch Rotwein bekannt. Im Gegensatz zu den anderen Teilen sind die Böden sandig oder von den fluvialen Sedimenten gebildet.
2. Gebiet am Südwest-, Südost und Osthang der Kleinen Karpaten, von Bratislava her bis Horné Orešany, sowie ein kleines Gebiet um Stupava. Im engeren Sinne ist dieser Teil als Kleinkarpatisches Weinbaugebiet gemeint. Hier sind die Böden lehmig, geologisch sind auch Schwemmkegel der kleinkarpatischen Bächer bedeutend. Bedeutende Zentren sind neben Bratislava auch Pezinok und Modra. Im zentralen Teil zwischen Svätý Jur bis Častá dominiert Weißwein, andernorts Rotwein.
3. Gebiet im Tief- und Hügelland östlich der Kleinen Karpaten. Im Gegensatz zu den vorher genannten Unterteilen ist der Weinbau wesentlich jüngeren Ursprungs. In diesem Teil dominieren die Lössböden. Zentren befinden sich in Trnava, Hlohovec und in Čachtice.

Zwecks besserer Vermarktung für slowakische und ausländische Besucher gründeten die Weinhersteller der Region die Malokarpatská vínna cesta (deutsch Kleinkarpatische Weinstraße), die von Bratislava nach Trnava über Svätý Jur, Pezinok und Modra führt.

## Rebsorten
- Rotwein
  - Blaufränkisch
  - Blauer Portugieser
  - St. Laurent
- Weißwein
  - Grüner Veltliner
  - Rheinriesling
  - Welschriesling
  - Weißer Burgunder[2]